# Лоу, Эдмунд
Эдмунд Лоу (англ. Edmund Lowe; полное имя Эдмунд Дантес Лоу; 3 марта 1890, Сан-Хосе — 21 апреля 1971, Лос-Анджелес) — американский актёр кино.
За свою актёрскую карьеру, которая продолжалась с 1915 по 1960 год снялся в 124 фильмах, в том числе в 40 немых. После этого прекратил сниматься, появившись лишь в нескольких эпизодических ролях, играя самого себя (камео). С 1949 по 1957 годы работал также на телевидении. С 1917 по 1945 год выступил в 20 бродвейских спектаклях. Его вклад в искусство кино и телевидения отмечен звездой на Голливудской аллее славы.
Был женат вторым браком на актрисе Лилиан Тэшман с 1925 по 1934 год, когда актриса умерла.

## Избранная фильмография
- 1923 — Бесшумная команда / The Silent Command
- 1926 — Сибирь / Siberia
- 1928 — В старой Аризоне / In Old Arizona
- 1930 — Песня мошенника
- 1933 — Обед в восемь / Dinner at Eight
- 1937 — Каждый день праздник/Every day’s a Holiday
- 1937 — Диллинджер / Dillinger
- 1956 — Вокруг света за 80 дней / Around The World In 80 Days